# Kasper Asgreen
Kasper Asgreen, (Kolding, 8 de fevereiro de 1995) é um ciclista dinamarquês, que milita nas fileiras do conjunto Deceuninck-Quick Step.

## Palmarés
2016
- 3º no Campeonato da Dinamarca Contrarrelógio

2017
- Campeonato Europeu Contrarrelógio sub-23
- 2º no Campeonato da Dinamarca Contrarrelógio
- GP Viborg
- 1 etapa do Tour de l'Avenir[2]

2018
- 1 etapa do Istrian Spring Trophy

2019
- 1 etapa do Volta a Califórnia

## Resultados nas Grandes Voltas e Campeonatos do Mundo
| Carreira           | 2015 | 2016 | 2017 | 2018 | 2019 |
| ------------------ | ---- | ---- | ---- | ---- | ---- |
| Giro d'Italia      | -    | -    | -    | -    | -    |
| Tour de France     | -    | -    | -    | -    | -    |
| Volta a Espanha    | -    | -    | -    | 134º | -    |
| Mundial em Estrada | -    | -    | -    | 52º  | -    |

-: não participa 

Ab.: abandono 